# Thomas Vogt (Politiker)

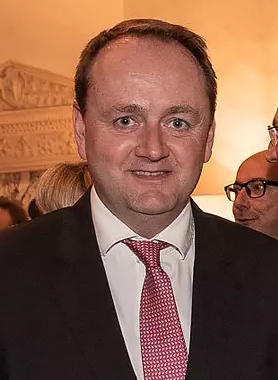
Thomas Vogt (2019)

Thomas Vogt (* 24. Februar 1976 in Altstätten) ist ein liechtensteinischer Politiker. Er ist seit 2009 Abgeordneter im liechtensteinischen Landtag.

## Ausbildung und Beruf
Vogt besuchte die Volksschule in Schaan sowie das Liechtensteinische Gymnasium in Vaduz. Danach studierte er Rechtswissenschaften an der Universität Innsbruck. Er arbeitete mehrere Jahre lang als juristischer Mitarbeiter in einem Vaduzer Finanzdienstleistungsunternehmen. 2009 legte er die Rechtsanwaltsprüfung ab und ist als Rechtsanwalt in Liechtenstein zugelassen. Vogt arbeitete nun zuerst als Jurist in einer renommierten Vaduzer Kanzlei. Noch im selben Jahr begann er jedoch als selbständiger Anwalt tätig zu werden. 2010 legte er die Rechtsanwaltsprüfung für eine Zulassung in Österreich ab. Vogt ist verheiratet und hat zwei Söhne.

## Politische Karriere
Im Februar 2009 wurde Vogt für die Vaterländische Union erstmals in den Landtag des Fürstentums Liechtenstein gewählt. Bei den darauffolgenden vier Landtagswahlen, zuletzt im Februar 2025, gelang ihm jeweils die Wiederwahl. Im Landtag war er von 2009 bis 2013 einer der beiden Schriftführer sowie von 2009 bis 2017 Mitglied in der Finanzkommission, einer der drei ständigen Kommissionen des Landtages. Seit 2013 ist er Mitglied im Richterauswahlgremium sowie seit 2017 Mitglied in der EWR-Kommission.

## Sportliche Aktivitäten
Vogt ist ein begeisterter Tischtennisspieler und vertrat Liechtenstein bei Weltmeister- und Europameisterschaften sowie bei den Kleinstaatenspielen. Unter anderem gehörte er 2000 der Liechtensteiner Mannschaft bei der Weltmeisterschaft in Malaysia an. Auf nationaler Ebene gewann der im TTC Triesen aktive Vogt mehrere Landesmeistertitel.

### Bisherige Platzierungen
- 2005: Landesmeister im Herren Doppel: Ralf Scheer/Thomas Vogt[2]
- 2005: Landesmeister im Open[2]
- 2007: Landesmeister im Herren Doppel: Philipp Pfeiffer/Thomas Vogt[3]
- 2008: Landesmeister im Herren Doppel: Philipp Pfeiffer/Thomas Vogt[4]
- 2009: Landesmeister im Herren Doppel: Philipp Pfeiffer/Thomas Vogt[5]
- 2010: Landesmeister im Herren Doppel: Philipp Pfeiffer/Thomas Vogt[6]
- 2010: 3. Platz im Herren Open[6]